# Мейплвуд (тауншип, Миннесота)
Мейплвуд (англ. Maplewood) — тауншип в округе Оттер-Тейл, Миннесота, США. На 2000 год его население составило 333 человека.

## География
По данным Бюро переписи населения США площадь тауншипа составляет 92,2 км², из которых 82,8 км² занимает суша, а 9,4 км² — вода (10,17 %).

## Демография
По данным переписи населения 2000 года здесь находились 333 человека, 131 домохозяйство и 97 семей. Плотность населения — 4,0 чел./км². На территории тауншипа расположено 173 постройки со средней плотностью 2,1 построек на один квадратный километр. Расовый состав населения: 93,99 % белых, 0,30 % афроамериканцев, 2,10 % коренных американцев, 0,90 % азиатов, 0,30 % — других рас США и 2,40 % приходится на две или более других рас. Испанцы или латиноамериканцы любой расы составляли 1,50 % от популяции тауншипа.
Из 131 домохозяйства в 28,2 % воспитывались дети до 18 лет, в 71,0 % проживали супружеские пары, в 3,1 % проживали незамужние женщины и в 25,2 % домохозяйств проживали несемейные люди. 21,4 % домохозяйств состояли из одного человека, при том 6,1 % из — одиноких пожилых людей старше 65 лет. Средний размер домохозяйства — 2,54, а семьи — 2,96 человека.
24,3 % населения — младше 18 лет, 4,5 % — в возрасте от 18 до 24 лет, 30,0 % — от 25 до 44, 24,9 % — от 45 до 64, и 16,2 % — старше 65 лет. Средний возраст — 40 лет. На каждые 100 женщин приходилось 123,5 мужчин. На каждые 100 женщин старше 18 приходилось 117,2 мужчин.
Средний годовой доход домохозяйства составлял 45 250 долларов, а средний годовой доход семьи — 48 333 доллара. Средний доход мужчин — 36 250 долларов, в то время как у женщин — 22 750. Доход на душу населения составил 23 181 доллар. За чертой бедности находились 4,0 % семей и 3,3 % всего населения тауншипа, из которых 6,3 % старше 65 лет.